# Cicle de Nadal
El Cicle de Nadal és un període al voltant de la festa del Nadal, que comprèn des de la Festa de Sant Nicolau, el 6 de desembre, fins a la Candelera, el 2 de febrer, el dia que tradicionalment es desfà el pessebre. Inclou un gran nombre de celebracions i rituals d'origen religiós al voltant de la nativitat de Jesús, però també se'n mantenen moltes amb fonaments pagans, com la de fer cagar el tió de Nadal.
Per Nadal es fan, sobretot, festes i trobades en l'àmbit de la família i les amistats, però hi predominen uns costums i rituals que no varien gaire d'una llar a una altra: el tió, el pessebre, les nadales, els grans àpats, versets i dècimes, etc. L'oferta cultural i festiva al carrer també és molt present en aquestes dates, en forma de cercaviles, fires, cavalcades, representacions de pastorets, pessebres vivents, enllumenat artístic dels carrers i desfilades d'elements singulars, com la Carassa, l'Esperit de Nadal i l'Home dels Nassos, que surten acompanyats del seu seguici.

## Orígens
Les festes i diades que se celebren entorn de Nadal commemoren el naixement de Jesús, portador de la llum al món. Aquest esdeveniment coincideix amb el solstici d'hivern, època en què el dia comença a allargar-se i la nit s'escurça, en què la llum triomfa sobre la foscor i fa despertar la terra, que es començarà a preparar per donar els fruits. Per això, durant el cicle nadalenc les referències a la llum i els regals i obsequis –com els que farà la terra– són constants. Les celebracions de Nadal són hereves de les festes que feien romans i ibers en honor de tres divinitats solars, Mitra, Sol i Gabal, celebracions conegudes per Natalis Solis. La tradició cristiana connecta amb aquestes celebracions perquè commemora el naixement de qui consideren que va portar la llum al món.

## Actes destacats

### Decoració nadalenca
L'encesa de l'enllumenat dels carrers i els pessebres, tant en l'àmbit privat com en l'àmbit públic, com el de la plaça de Sant Jaume de Barcelona, marquen l'inici del període. A Barcelona l'últim cap de setmana de novembre s'encén l'enllumenat nadalenc decoratiu a places i carrers de la ciutat, com també en alguns edificis oficials, el mateix dia que s'inaugura el pessebre municipal a la plaça de Sant Jaume, amb la tradicional cantada de nadales de la Federació Catalana d'Entitats Corals, que també anuncien l'inici de les festes.

### Fires de Nadal
Durant el cicle nadalenc hi ha un seguit de fires entorn d'algunes tradicions pròpies d'aquestes dates. Per exemple, entre moltes d'altres, a Barcelona destaquen la Fira de Santa Llúcia, que ofereix figures i complements del pessebre des de l'últim cap de setmana de novembre fins al 23 de desembre, o la fira de Sant Tomàs o dels Reis, amb joguines i regals d'artesania com a productes estrella; que es fa en un tram de la Gran Via de les Corts Catalanes entre el 21 de desembre i el 5 de gener.

### Els Pastorets
Les representacions de pastorets és un dels actes tradicionals del cicle de Nadal a Catalunya. Es tracta d'un gènere teatral popular que escenifica el naixement del Messies, però donant el protagonisme als pastors. Els solen escenificar grups teatrals d'afeccionats de totes les edats i es fan en centres cívics, ateneus, sales parroquials o teatres. La tradició dels pastorets té dues branques: la del drama de Frederic Soler Pitarra –El bressol de Jesús o en Garrofa i en Pallanga– i la de Josep Maria Folch i Torres –Els pastorets o l'adveniment de l'infant Jesús–, de to més seriós. Actualment la majoria de les representacions de pastorets a Barcelona el model de Folch i Torres.

### Tió
La Nit de Nadal és tradició fer cagar el tió de Nadal, que es tracta d'una cerimònia domèstica dedicada als més petits, que consisteix a cantar una cançó o més mentre es claven cops a un tió amb un bastó perquè buidi el ventre i tregui obsequis per a tota la família, que tradicionalment eren dolços i llaminadures.

### Nadal
Els dies de Nadal i Sant Esteve són dates de celebració en família i generalment a casa, amb àpats abundosos tradicionals i cantades de nadales. Pel que fa a la gastronomia, les menges típiques del dia de Nadal són la sopa de galets amb carn d'olla, el gall dindi i els torrons variats de llevants.

### Sant Esteve
Per Sant Esteve, és costum de menjar canelons per aprofitar la carn que ha sobrat del dia abans.

### Sants Innocents
El 28 de desembre és un dia que tradicionalment s'ha celebrat fent bromes o entremaliadures a familiars i amics. Són actes sense malícia només acceptats un dia com aquest. Es destaca la tradició de penjar la llufa –un tros de paper amb forma de ninot– a l'esquena d'algun innocent que no se n'adona.

### Sant Silvestre
El 31 de desembre, l'últim dia de l'any, festivitat de Sant Silvestre, a Catalunya es reviu la tradició de l'Home dels Nassos. A diverses poblacions de bon matí comença una cercavila del capgròs protagonista –que només surt aquest dia– i el seu seguici. A Barcelona, l'acte, especialment pensat per als més petits, s'acaba a la plaça de Sant Jaume amb el lliurament de les claus del nou any a les autoritats municipals.

### Nit de Cap d'Any
La nit del 31 de desembre és una de les nits, juntament amb la de Sant Joan, més populars del calendari festiu del país. Tradicionalment ha estat una celebració sense cap proposta definida; cada casa fa la pròpia festa amb sopar i vetllada amb familiars i amics. No obstant això, per exemple a Barcelona l'any 2013 es va començar a fer una celebració d'àmbit ciutadà que aplega un gran espectacle pirotècnic amb representació teatral i mostres de cultura popular de la terra, amb els castellers. La festa ha volgut recuperar l'Ésser del Mil·lenni, una gran escultura de 15 metres d'alçària que es va estrenar per inaugurar el mil·lenni i que des d'aleshores era exposada al parc del Mil·lenni de Gavà.

### Cavalcades de Reis
La nit del 5 de gener Barcelona organitza una gran rebuda als tres Reis de l'Orient amb una gran desfilada pels carrers de la ciutat, acompanyats d'un llarg seguici de patges, carrosses i comparses de companyies artístiques, dansaires, carters i més grups provinents d'entitats i organitzacions barcelonines que hi vulguin participar. Des dels anys seixanta del segle passat, és costum que els Reis arribin a Barcelona per mar i són rebuts al peu del vaixell per l'alcalde, que de vegades és acompanyat d'elements festius protocol·laris: l'Àliga de la Ciutat, els Gegants de la Ciutat o la Banda Municipal.